# EDRAM
Ein embedded DRAM (eDRAM, dt. eingebetteter DRAM) ist ein auf DRAM basierender eingebetteter Speicher, das heißt, das DRAM ist im selben Die oder im selben Modul wie die Haupt-ASIC oder der Hauptprozessor integriert (eingebettet). Im Gegensatz zu externen DRAM-Speichermodulen wird er häufig wie transistorbasierte SRAM als Cache genutzt.
Das Einbetten des Speichers ermöglicht gegenüber externen Speichermodulen die Nutzung breiterer Busse und höhere Arbeitsgeschwindigkeiten. Durch den geringeren Platzbedarf ermöglicht DRAM verglichen mit SRAM höhere Datendichte, somit kann bei gleicher Die-Größe potentiell mehr Speicher genutzt werden. Jedoch machen die Unterschiede im Herstellungsprozess zwischen DRAM und Transistorlogik die Integration auf einem Die kompliziert, das heißt, es sind in der Regel mehr Prozessschritte notwendig, was die Kosten erhöht. Neuere Forschungen setzen daher, ähnlich wie beim pseudostatischen RAM auf CMOS-Technik.
eDRAM wird als L3- und L4-Cache-Speicher in IBM-Großrechnern sowie in vielen Spielkonsolen genutzt, unter anderem von diesen: PlayStation 2, PlayStation Portable, Nintendo GameCube, Wii, Wii U, Xbox 360. Außerdem kommt er in einigen Prozessoren der Intel-Core-i-Serie als schneller Arbeitsspeicher der integrierten Grafikeinheiten zum Einsatz.